# Trachea askoldis
Trachea askoldis är en fjärilsart som beskrevs av Charles Oberthür 1880. Trachea askoldis ingår i släktet Trachea och familjen nattflyn. Inga underarter finns listade i Catalogue of Life.